# San José de los Llanos (Dominikanische Republik)
San José de los Llanos ist eine Gemeinde in der Dominikanischen Republik. Sie ist eine der sechs Gemeinden der Provinz San Pedro de Macorís und hat 23.610 Einwohner (Schätzung 2019).

## Gliederung
San José de los Llanos besteht aus drei Bezirken:
- Los Llanos
- El Puerto
- Gautier